# 內華達山脈國家公園 (委內瑞拉)

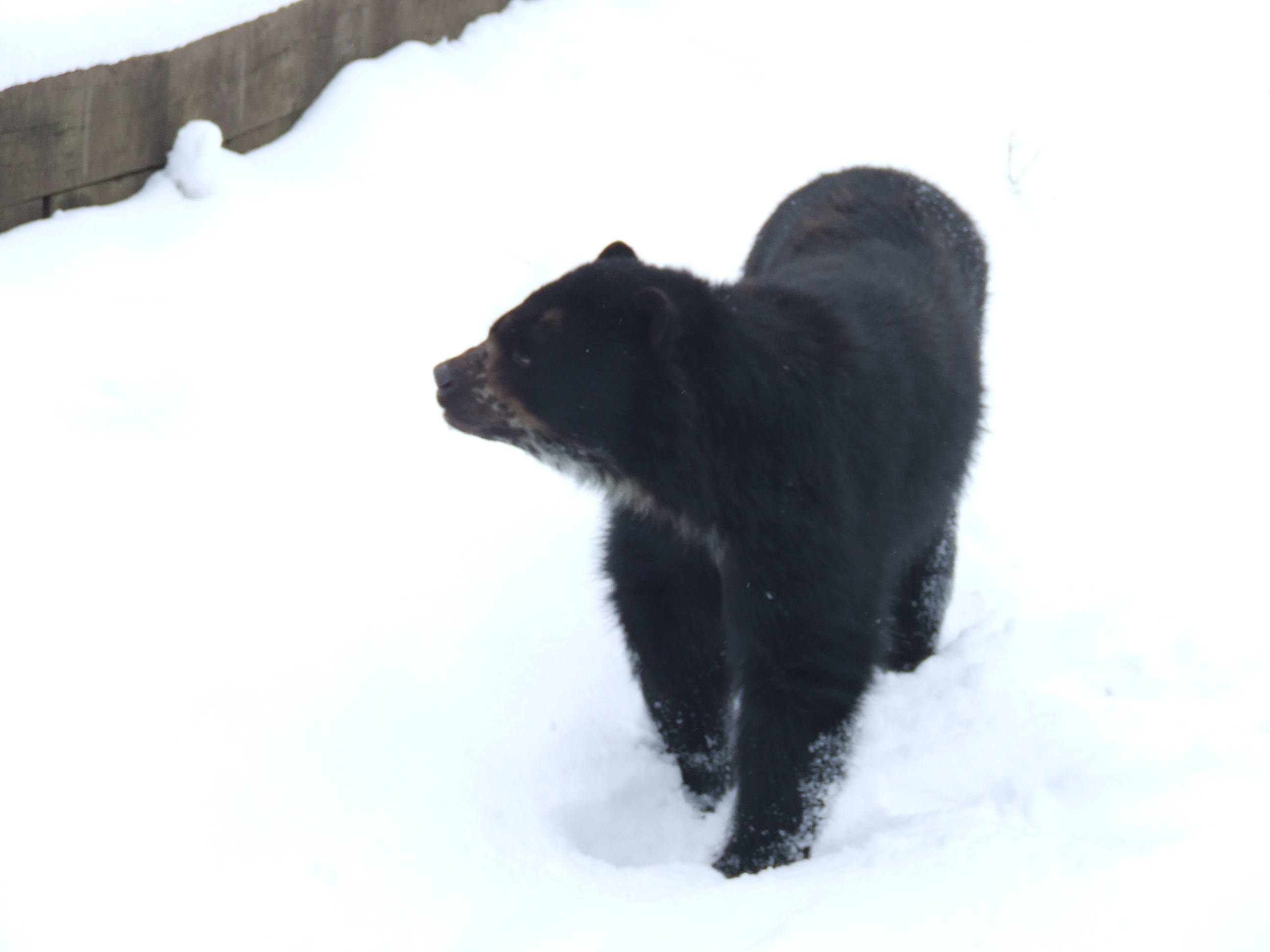

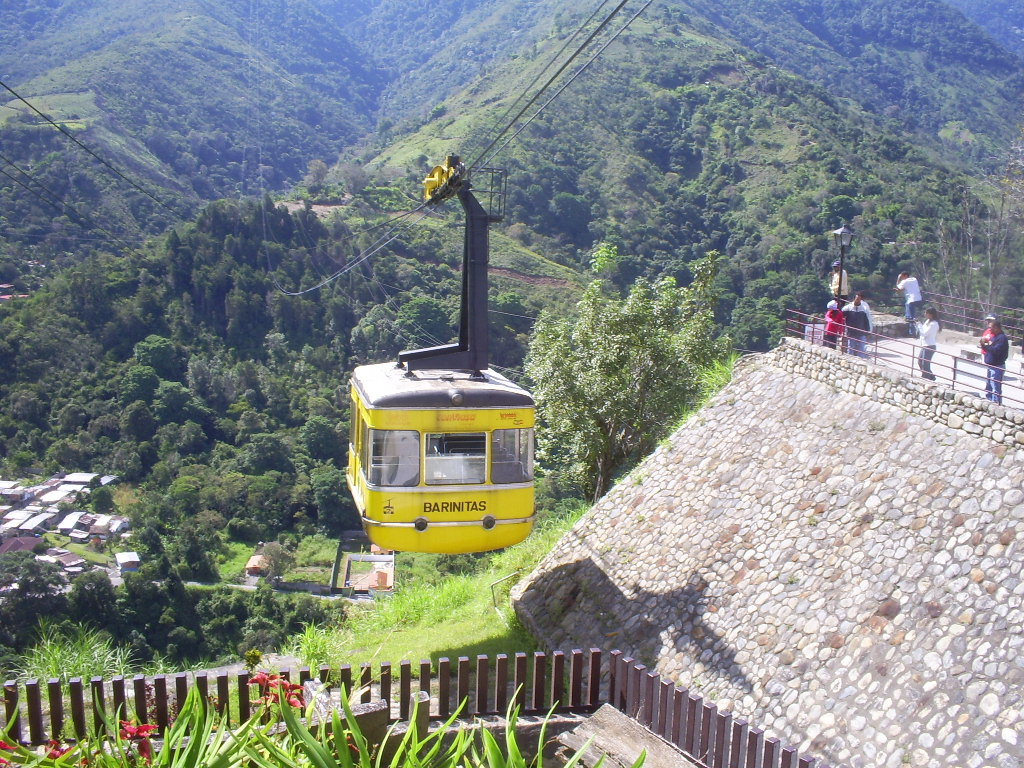

內華達山脈國家公園是委內瑞拉的國家公園，位於該國西北部，由梅里達州負責管轄，始建於1952年5月2日，面積2,765平方公里，最高點海拔高度4,978米。